# Jan Sawka
Jan Sawka (Zabrze, 1946. december 10. – High Falls, 2012. augusztus 9.) lengyel-amerikai festőművész, szobrász és grafikus.
1969-ben kezdett posztereket tervezni. 1970-től szabadúszó művészként és grafikai designerként dolgozott. 1976-ban Franciaországba, 1977-ben az Amerikai Egyesült Államokba költözött. Tervezett plakátokat a New York Times-nak, számos színháznak, még a NASA-nak is.